# Mohammadmahdi Jeganedżafari
Mohammadmahdi Jeganedżafari (pers. محمدمهدی یگانه جعفری ; ur. 1990) – irański zapaśnik walczący w stylu wolnym. Brązowy medalista wojskowych MŚ w 2021. Pierwszy w Pucharze Świata w 2017 roku.